# Pseudoterpna cithysaria
Pseudoterpna cithysaria är en fjärilsart som beskrevs av Eugen Johann Christoph Esper 1803. Pseudoterpna cithysaria ingår i släktet Pseudoterpna och familjen mätare. Inga underarter finns listade.